# فنگ یولان
فنگ یولان (به انگلیسی: Feng Youlan)، (دسامبر ۱۸۹۵ – ۲۶ نوامبر ۱۹۹۰) فیلسوف، مورخ و نویسنده چینی بود، که در معرفی مجدد فلسفه چینی در دوران مدرن نقش به‌سزایی داشت.

## زندگی، تحصیل و شغل
فنگ یولان در ۴ دسامبر ۱۸۹۵ در شهرستان تانگهه، نانیانگ، هنان، چین، در خانواده‌ای متوسط به دنیا آمد. خواهر کوچک‌تر او فنگ یوانجون بود که بعدتر، نویسنده‌ای مشهور در چین شد. او بین سال‌های ۱۹۱۲ تا ۱۹۱۵ در مدرسه دولتی چین در شانگهای، فلسفه خواند، سپس بین سال‌های ۱۹۱۵ تا ۱۹۱۸ در دانشگاه چونگوآ، ووهان (که بعدتر با دانشگاه مرکزی چین ادغام شد) و دانشگاه پکن، در فلسفه و منطق غرب و همچنین فلسفه چینی تحصیل کرد.
فنگ پس از فارغ‌التحصیلی، در سال ۱۹۱۹ به ایالات متحده سفر کرد، و به‌صورت بورسیه در دانشگاه کلمبیا تحصیل کرد. او در آمریکا، در میان بسیاری از فیلسوفانی که بر اندیشه و حرفه او تأثیر گذاشتند، با جان دیویی، که به عملگرایی شهرت داشت، ملاقات کرده و شاگرد او شد. فنگ در سال ۱۹۲۳ دکترای خود را از کلمبیا گرفت. پایان‌نامه دکتری او با عنوان «بررسی تطبیقی آرمان‌های زندگی» بود.
فنگ به تدریس در دانشگاه‌های چین از جمله دانشگاه جینان، دانشگاه ینچینگ و دانشگاه چینهوا در پکن پرداخت. از سال ۱۹۳۴ تا ۱۹۳۸ (و دوباره از ۱۹۴۶ تا ۱۹۴۹) رئیس دپارتمان فلسفه در دانشگاه چینهوا بود. در زمانی که در چینهوا تدریس می‌کرد، شناخته‌شده‌ترین و تأثیرگذارترین اثرش، یعنی «تاریخ فلسفه چینی» (۱۹۳۴، در دو جلد) را منتشر کرد. او در این کتاب تاریخ فلسفه چینی را از دیدگاهی که بسیار متأثر از مدل‌های فلسفی غربی رایج در آن زمان بود بررسی و ارائه کرد. پیتر جی کینگ این کتاب را به‌عنوان اثری کاملاً پوزیتیویستی توصیف می‌کند. این کتاب به اثری استاندارد در رشته خود تبدیل شد، و تأثیر زیادی در برانگیختن مجدد علاقه به تفکر چینی داشت.
در سال ۱۹۳۵، فنگ در مسیر رفتن به کنفرانسی در پراگ، برای مدت کوتاهی در اتحاد جماهیر شوروی توقف کرد، و تحت تأثیر تغییرات بنیادی اجتماعی و جوشش فرهنگی آن‌جا قرار گرفت. سخنرانی‌های او که امکانات آرمان‌شهری کمونیسم را تمجید می‌کرد، توجه پلیس چیانگ کای‌شک را به خود جلب کرد. فنگ دستگیر شد و مدت کوتاهی را در زندان گذراند، اما خیلی زود به حامی جدی دولت و مقاومت آن در برابر ژاپن تبدیل شد. در طول جنگ دوم چین و ژاپن، آثاری را منتشر کرد که از جنبشی با عنوان زندگی جدید در احیای ارزش‌های کنفوسیوس حمایت می‌کرد.
در سال ۱۹۳۹، فنگ کتاب «شین لیکسو (فلسفه عقلانی جدید یا نئو لیکسو)» را منتشر کرد. لیکسو موضع فلسفی گروه مهمی از نئوکنفوسیوس‌گرایان قرن دوازدهم (از جمله چنگ یی و چو هسی) بود. کتاب فنگ مفاهیم متافیزیکی خاصی را از اندیشه آن‌ها و از تائوئیسم (مانند لی و تائو) گرفته، و آن مفاهیم را تحلیل و توسعه داد، که تا حد زیادی مدیون سنت فلسفی غرب است و متافیزیک نئوکنفوسیوسی عقلانی را تعریف می‌کند. او همچنین، شرحی از ماهیت اخلاق و ساختار رشد اخلاقی انسان را نیز در فلسفه خود تبیین کرد.

## جنگ و تحولات
هنگامی که جنگ دوم چین و ژاپن آغاز شد، دانشجویان و کارکنان دانشگاه‌های پکن و دانشگاه نانکای تیانجین از دانشگاه‌ها خارج شدند. آن‌ها ابتدا به کوه هنگ فرار کردند و دانشگاه موقت چانگشا را تأسیس کردند، و سپس به کون‌مینگ رفته، و دانشگاه دولتی جنوب غربی را تأسیس کردند. هنگامی که در سال ۱۹۴۶ این سه دانشگاه در پکن تجمیع شدند، فنگ به‌عنوان استاد مدعو در دانشگاه پنسیلوانیا، به ایالات متحده رفت. او از سال ۱۹۴۸ تا ۱۹۴۹ به‌عنوان استاد مدعو در دانشگاه هاوایی گذراند. فنگ از دسامبر ۱۹۴۸ تا مه ۱۹۴۹ به‌عنوان رئیس دانشگاه چینهوا خدمت کرد.
زمانی که فنگ در پنسیلوانیا زندگی می‌کرد، اخبار چین نشان می‌داد که کمونیست‌ها در راه به‌دست گرفتن قدرت هستند. دوستان فنگ سعی کردند او را متقاعد کنند که در آمریکا بماند، اما او مصمم به بازگشت بود. دیدگاه‌های سیاسی او به‌طور گسترده سوسیالیستی بود، بنابراین او نسبت به آینده چین در دولت جدید خوش‌بین بود.
پس از بازگشت به خانه، فنگ شروع به مطالعه افکار مارکسیستی-لنینیستی کرد، اما به زودی متوجه شد که این وضعیت سیاسی امیدهای او را برآورده نمی‌کند. در اواسط دهه ۱۹۵۰ رویکرد فلسفی او مورد حمله مقامات قرار گرفت و او مجبور شد بسیاری از کارهای قبلی خود را انکار کند و بقیه را - از جمله کتاب تاریخ خود - را بازنویسی کند تا با ایده‌های انقلاب فرهنگی مطابقت داشته باشد.
با تمام محدودیت‌ها، فنگ حاضر به ترک چین نشد و پس از تحمل سختی‌های فراوان، سرانجام با کاهش سانسور توانست با درجه‌ای از آزادی به نگارش ادامه دهد. او در ۲۶ نوامبر ۱۹۹۰ در پکن درگذشت.